# Lagercreutz
Lagercreutz var en svensk adelsätt.
Lagercreutz stamfader var Anders Lang som var bördig från Ungern och verksam som handelsman i Gävle. Hans son Jacob var handelsman i Gävle och tullnär i Uleå, samt gift med Kerstin Henriksdotter. Deras son Jacob Lang (1648-1716) var filosofie doktor och biskop i Reval och Linköping, och gift med Anna Bunge, dotter till handelsborgmästaren i Stockholm Mårten Bunge och Bureättlingen Margareta Jernstedt samt syster till statssekreteraren Henrik som adlades Bunge samt borgarståndet talman Jacob Bunge.
Jacob Langs och Anna Bunges barn adlades med namnet Lagercreutz år 1716, och äldste sonen Jacob (den ende som då levde) introducerades på nummer 1499 år 1719. Jacob Lagercreutz första hustru var Maria Rosensparre, och den andre Inga Maria Hallenborg. En dotter i första äktenskape blev stammoder till adelsätten Lagerbring, och ätten slöts på svärdssidan med en son Carl Lagercreutz år 1761.